# Lantaarnconsoles in de Utrechtse Binnenstad
De lantaarnconsoles in de Utrechtse Binnenstad zijn ongeveer 330 gebeeldhouwde consoles aangebracht onder lantaarnpalen langs de grachten in de Utrechtse Binnenstad. Deze zijn vanaf 1953 met de grootschalige restauraties van de stadsbinnengrachten met de werfkelders, werven en bruggen aangebracht. Ook zijn gebeeldhouwde consoles te vinden langs de Stadsbuitengracht.

## Geschiedenis

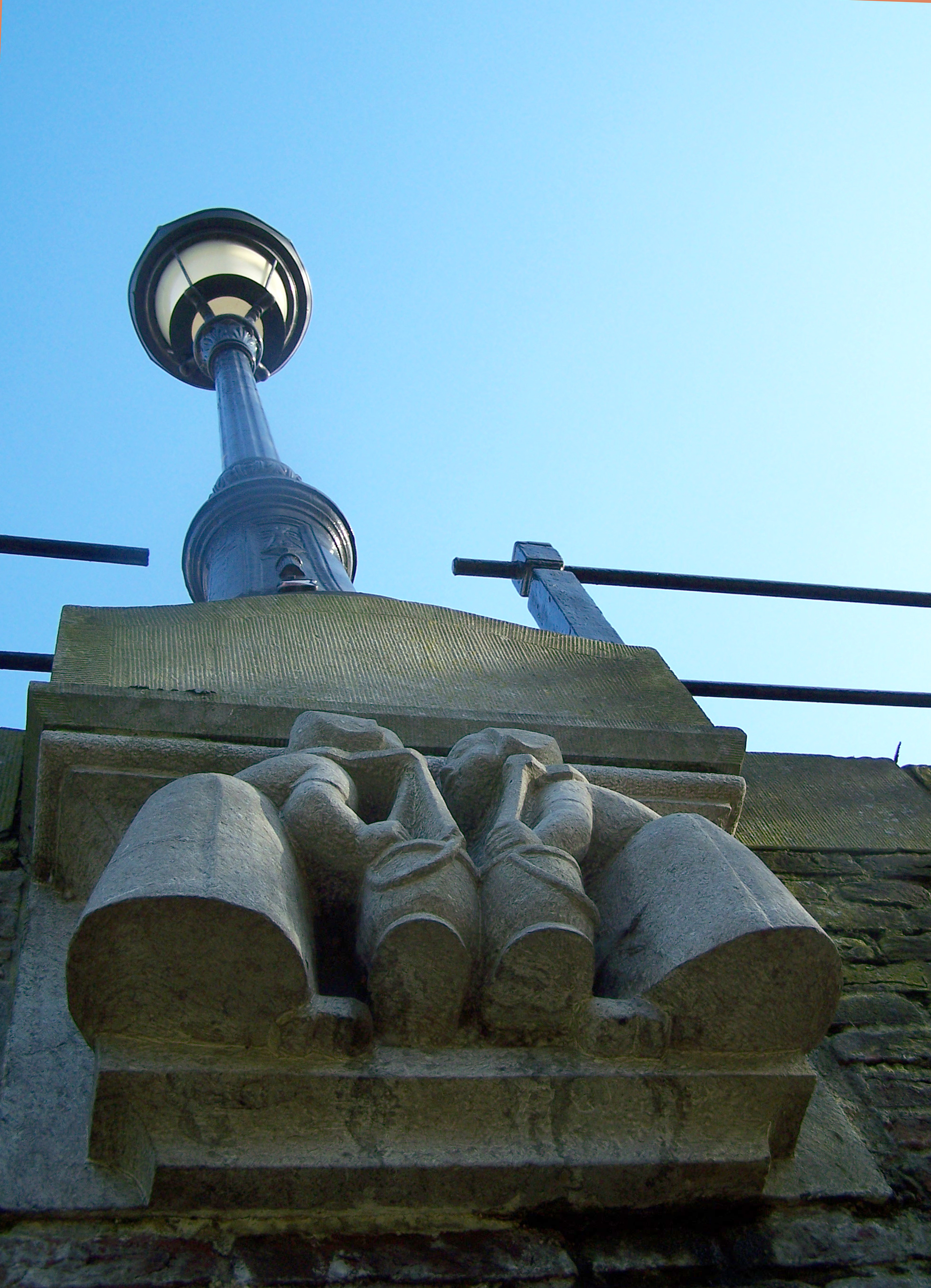
Lantaarnpaal met console op de werfmuur

Rond 1953 begon de gemeente Utrecht de voorgevels van de werfkelders aan de Oude- en Nieuwegracht te restaureren. De gemeente verwierf zich daarbij alle werven aan de stadsbinnengrachten, die onder meer ontdaan werden van particuliere erfafscheidingen en gaandeweg opgeknapt werden. Omdat daarmee de werven een openbaar karakter kregen, was zowel verlichting op de werf als op de bovenliggende straat gewenst. Besloten werd de verwijderde uit omstreeks 1875 daterende gietijzeren gaslantaarns terug aan te brengen. De lantaarnpalen kregen een plaats op de bovenzijde van de werfmuur, met een aangepaste lampenkap voor de elektrische verlichting ontworpen door Pyke Koch. Aangezien de werfmuur smaller was dan de lantaarnvoet en overige ruimte schaars was, werd de oplossing gevonden in het aanbrengen van consoles. Niet alleen werden er consoles aangebracht bij de werven, ook zijn gebeeldhouwde consoles aangebracht op plaatsen langs de stadsbinnengrachten met werfloze kelders.
De steenbeeldhouwer Kees Groeneveld voorzag in 1953 de eerste console van beeldhouwwerk die nog datzelfde jaar werd geplaatst. De gemeentelijke opzichter Willem Stooker zwengelde dit aan en in de loop van de decennia werden bijna alle lantaarns aan de Oudegracht, Nieuwegracht, Kromme Nieuwegracht, Drift en Plompetorengracht van gebeeldhouwde consoles voorzien door Groeneveld en andere beeldhouwers. Het merendeel (zo'n 60%) van de ongeveer 330 consoles is ontworpen en/of gehakt door Jeanot Bürgi tussen 1962 en circa 1982. Er was een duidelijke ontwikkeling te zien in de manier waarop hij de console benaderde. In het begin was de benadering nog heel traditioneel, later werden de afbeeldingen uitgesprokener en cartoonesker. Andere kunstenaars die consoles vervaardigden waren onder meer Koos Boomstra, Jo Esenkbrink, Anton Geerlings, Cees Meeuwse, Paulus Reinhard, Giuseppe Roverso en Kees van der Woude.
De beeldhouwwerken zijn gemaakt uit Belgische blauwe hardsteen en beslaan qua uitbeeldingen vaak een oppervlak van circa 60 bij 30 centimeter. Een scala aan onderwerpen is erop uitgebeeld, veelal onderwerpen met betrekking tot de Utrechtse stadsgeschiedenis, het christendom en de Griekse en Romeinse mythologie. Qua stadsgeschiedenis heeft een gebeeldhouwde console menigmaal betrekking op de specifieke locatie waar deze is aangebracht. Zo bevindt zich bij bepaalde grachtenhuizen een beeldhouwwerk dat verband houdt met de huisnaam; ter hoogte van de Bezembrug zijn weer bijvoorbeeld consoles aangebracht met onder meer een bezemverkoper en een heks op een bezem.

## Lijst van gebeeldhouwde consoles
| Jaar van vervaardiging/plaatsing                                                                                                 | Omschrijving | Kunstenaar                                                                   | Locatie                                                                     | Afbeelding |
| --- | --- | ---------------------------------------------------------------------------- | --------------------------------------------------------------------------- | ---------- |
| 1962-1963 vervaardigd | De Haan | Jeanot Bürgi                                                                 | Drift 1                                                                     |            |
| 1964, circa | De (fluitende) Satyrs | Jeanot Bürgi                                                                 | Drift 5 bis                                                                 |            |
| 1981 | Nils Holgersson | Anton Geerlings                                                              | Drift 9                                                                     |            |
| 1977 | Midzomernachtsdroom | Anton Geerlings                                                              | Drift 11                                                                    |            |
| 1970-1975 | Salomé met het hoofd van Johannes de Doper | Kees van der Woude, ontwerp Jeanot Bürgi                                     | Drift 15                                                                    |            |
| 1975, circa | Het Bankbedrijf (verwijzing naar diverse banken die langs de oostelijke binnenstadsgrachten gevestigd waren) | Kees van der Woude, ontwerp Jeanot Bürgi                                     | Drift 17                                                                    |            |
| 1981 | Traagheid (verwijzing naar de hoofdzonden) | Jeanot Bürgi                                                                 | Drift 19                                                                    |            |
| 1981 | Toorn (verwijzing naar de hoofdzonden) | Jeanot Bürgi                                                                 | Drift 21                                                                    |            |
| 1981 | Afgunst (verwijzing naar de hoofdzonden) | Jeanot Bürgi                                                                 | Drift 23a                                                                   |            |
| 1981, circa | Wellust (verwijzing naar de hoofdzonden) | Jeanot Bürgi                                                                 | Drift 23                                                                    |            |
| 1981 | Gulzigheid (verwijzing naar de hoofdzonden) | Jeanot Bürgi                                                                 | Drift 25                                                                    |            |
| 1981 | Hoogmoed (verwijzing naar de hoofdzonden) | Jeanot Bürgi                                                                 | Drift 25-27                                                                 |            |
| 1981 | Gierigheid (verwijzing naar de hoofdzonden) | Jeanot Bürgi                                                                 | Drift 27                                                                    |            |
| 1971 of eerder vervaardigd | Lodewijk Napoleon (geplaatst ter hoogte van het Paleis van Lodewijk Napoleon) | Kees van der Woude, ontwerp Jeanot Bürgi                                     | Drift 29                                                                    |            |
| 1971 of eerder vervaardigd | Het Stadsarchief (het Rijks- en het Gemeentearchief bevonden zich vroeger aan de Drift) | Kees van der Woude, ontwerp Jeanot Bürgi                                     | Drift 29a                                                                   |            |
| 1970, vervaardigd omstreeks of eerder                                                                                            | Jan met de Bellen | Jo Esenkbrink                                                                | Drift 31                                                                    |            |
| 1978 of eerder vervaardigd | Saul en David | Anton Geerlings                                                              | Kromme Nieuwegracht 4                                                       |            |
| 1973 of eerder vervaardigd | David en Goliath | Jeanot Bürgi                                                                 | Kromme Nieuwegracht 6                                                       |            |
| 1975 of later geplaatst | Suzanna en de Ouderlingen | Anton Geerlings                                                              | Kromme Nieuwegracht 8                                                       |            |
| 1981 | Simson | Anton Geerlings                                                              | Kromme Nieuwegracht 12                                                      |            |
| 1953 | Kuiper | Kees Groeneveld                                                              | Kromme Nieuwegracht 17-21                                                   |            |
| 1953 | Man in boot | Kees Groeneveld                                                              | Kromme Nieuwegracht 17-21                                                   |            |
| 1953 | Visser in boot | Kees Groeneveld                                                              | Kromme Nieuwegracht 17-21                                                   |            |
| 1959 of eerder geplaatst | Wasvrouw | Kees Groeneveld                                                              | Kromme Nieuwegracht 17-21                                                   |            |
| 1978 of eerder vervaardigd | Kaïn en Abel | Anton Geerlings                                                              | Kromme Nieuwegracht 22                                                      |            |
| 1978 | Elckerlijc | Anton Geerlings                                                              | Kromme Nieuwegracht 24                                                      |            |
| 1978 | Marike van Nijmegen | Anton Geerlings                                                              | Kromme Nieuwegracht 26                                                      |            |
| 1961 geplaatst | De Halve Maan | Jo Esenkbrink                                                                | Kromme Nieuwegracht 34                                                      |            |
| 1965 of eerder vervaardigd | Het Klaverblad/Klaveren | Cees Meeuwse                                                                 | Kromme Nieuwegracht 36                                                      |            |
| 1981 of eerder vervaardigd | Geloof | Jeanot Bürgi                                                                 | Kromme Nieuwegracht 38                                                      |            |
| 1981 of eerder vervaardigd | Hoop | Jeanot Bürgi                                                                 | Kromme Nieuwegracht 40                                                      |            |
| 1981, circa | Liefde | Jeanot Bürgi                                                                 | Kromme Nieuwegracht 46                                                      |            |
| 1981, circa | Wijsheid/Voorzichtigheid | Jeanot Bürgi                                                                 | Kromme Nieuwegracht 48                                                      |            |
| 1981 of eerder vervaardigd | Rechtvaardigheid | Jeanot Bürgi                                                                 | Kromme Nieuwegracht 50-52A                                                  |            |
| 1974-1981 | Matigheid/Zelfbeheersing | Jeanot Bürgi                                                                 | Kromme Nieuwegracht 52                                                      |            |
| 1974-1981 | Moed/Standvastigheid | Jeanot Bürgi                                                                 | Kromme Nieuwegracht 54                                                      |            |
| 1974-1981 | Regenboog van St. Pieter (verwijzing naar een oude naam voor (een gedeelte?) van de Kromme Nieuwegracht) | Jeanot Bürgi                                                                 | Kromme Nieuwegracht 56                                                      |            |
| 1981 of eerder vervaardigd | St.-Hieronymus |                                                                              | Kromme Nieuwegracht 58                                                      |            |
| 1978 | Dodendans/De soldaten | Jeanot Bürgi                                                                 | Kromme Nieuwegracht 58-60                                                   |            |
| 1978 of eerder vervaardigd | Dodendans/De Mijnramp | Jeanot Bürgi                                                                 | Kromme Nieuwegracht 62                                                      |            |
| 1978 of eerder vervaardigd | Dodendans/Het Liefdespaar | Jeanot Bürgi                                                                 | Kromme Nieuwegracht 62                                                      |            |
| 1978 of eerder vervaardigd | De Dood en de Maaiers (Dodendans (De Maaiers)) | Jeanot Bürgi                                                                 | Kromme Nieuwegracht 66                                                      |            |
| 1978 of eerder vervaardigd | De Dood en de Kaartspeler (Dodendans (De Kaartspelers)) | Jeanot Bürgi                                                                 | Kromme Nieuwegracht 68                                                      |            |
| 1969 of eerder vervaardigd | Hertenjacht | Jeanot Bürgi                                                                 | Kromme Nieuwegracht 70                                                      |            |
| 1982 of eerder geplaatst | De Fluitspeler | Jeanot Bürgi                                                                 | Kromme Nieuwegracht 80A                                                     |            |
| 1981 of eerder vervaardigd | H. Antonius | Anton Geerlings                                                              | Kromme Nieuwegracht 82                                                      |            |
| 1970, circa | Pierken de stadsgeck | Jeanot Bürgi                                                                 | Lichte Gaard 4                                                              |            |
| 1960-1965 | 't Wittebroodskind | Kees Groeneveld                                                              | Lichte Gaard 8                                                              |            |
| 1965 of eerder vervaardigd | De moord op bisschop Koenraad | Jeanot Bürgi                                                                 | Lichte Gaard 9                                                              |            |
| 1955 of eerder vervaardigd | Wapen Paus Adriaan VI (geen lantaarnpaal boven aanwezig) | Kees Groeneveld                                                              | Pausdambrug                                                                 |            |
| 1969 | Theologische Faculteit | Kees van der Woude, ontwerp Jeanot Bürgi                                     | Nieuwegracht 2                                                              |            |
| 1969 of eerder vervaardigd, 1969 geplaatst                                                                                       | Juridische Faculteit | Kees van der Woude, ontwerp Jeanot Bürgi                                     | Nieuwegracht 3                                                              |            |
| 1982 of eerder vervaardigd | Sol Justitiae Illustra Nos (zinspreuk van de Universiteit Utrecht) |                                                                              | Nieuwegracht 6                                                              |            |
| 1969 | Medische Faculteit | Kees van der Woude, ontwerp Jeanot Bürgi                                     | Nieuwegracht 10                                                             |            |
| 1969 of eerder vervaardigd, 1969 geplaatst                                                                                       | Faculteit Letteren | Kees van der Woude, ontwerp Jeanot Bürgi                                     | Nieuwegracht 11                                                             |            |
| 1969 | Natuurfilosofische Faculteit | Kees van der Woude, ontwerp Jeanot Bürgi                                     | Nieuwegracht 14                                                             |            |
| 1969 of eerder vervaardigd, 1969 geplaatst                                                                                       | Faculteit der Sociale Wetenschappen | Kees van der Woude, ontwerp Jeanot Bürgi                                     | Nieuwegracht 15                                                             |            |
| 1969 | Veterinaire Faculteit | Kees van der Woude, ontwerp Jeanot Bürgi                                     | Nieuwegracht 18                                                             |            |
| 1969 of eerder vervaardigd | Daedalus en Icarus | Kees van der Woude, ontwerp Jeanot Bürgi                                     | Nieuwegracht 19                                                             |            |
| 1976 geplaatst | Voorstelling met de gelijkenis van de wijze en de dwaze maagden | Jeanot Bürgi                                                                 | Nieuwegracht 19                                                             |            |
| 1965 of eerder vervaardigd | De Maan | Jo Esenkbrink, ontwerp Kees Groeneveld                                       | Nieuwegracht 20                                                             |            |
| 1969 | Pandora | Kees van der Woude, ontwerp Jeanot Bürgi                                     | Nieuwegracht 24                                                             |            |
| 1965 of eerder vervaardigd | De bekering van Paulus | Giuseppe Roverso, ontwerp Kees Groeneveld                                    | Nieuwegracht 25                                                             |            |
| 1980 geplaatst | Voorstelling met het gevecht van Jacob en de engel | Anton Geerlings                                                              | Nieuwegracht 27                                                             |            |
| 1972 of eerder vervaardigd | De verloren zoon | Jeanot Bürgi                                                                 | Nieuwegracht 29                                                             |            |
| 1970± | Europa | Kees van der Woude, ontwerp Jeanot Bürgi                                     | Nieuwegracht 30                                                             |            |
| 1969 of eerder vervaardigd | Apollo en Daphne | Kees van der Woude, ontwerp Jeanot Bürgi                                     | Nieuwegracht 32                                                             |            |
| 1972 geplaatst | De barmhartige Samaritaan | Jeanot Bürgi                                                                 | Nieuwegracht 35                                                             |            |
| 1977± | Orpheus en Eurydice | Kees van der Woude, ontwerp Jeanot Bürgi                                     | Nieuwegracht 36                                                             |            |
| 1962 (februari/maart) geplaatst                                                                                                  | De Engelenzang (verwijzing naar het hoekhuis op nummer 24A) | Giuseppe Roverso, ontwerp Jo Esenkbrink, of vervaardigd door Kees Groeneveld | Nieuwegracht 38                                                             |            |
| 1980± | Odysseus en Calypso | Jeanot Bürgi                                                                 | Nieuwegracht 48                                                             |            |
| 1963 of eerder vervaardigd | De Vier Heemskinderen (het huis aan de Oudegracht nr. 154 kende deze naam) | Jo Esenkbrink                                                                | Nieuwegracht 49                                                             |            |
| 1971± | Odysseus en de Sirenen | Jeanot Bürgi                                                                 | Nieuwegracht 52                                                             |            |
| 1964 of eerder vervaardigd | St. Birgitta (verwijzing naar verdwenen nabijgelegen Brigittenklooster) | Jeanot Bürgi                                                                 | Nieuwegracht 53                                                             |            |
| 1971± | Odysseus en de Penelope | Jeanot Bürgi                                                                 | Nieuwegracht 56                                                             |            |
| 1971 | De Centaur | Jeanot Bürgi                                                                 | Nieuwegracht 58                                                             |            |
| | Wijsheid in Zorg | Marie-José Wessels                                                           | Nieuwegracht 62                                                             |            |
| 1993 | Sint Brigit | Juud Brinkman                                                                | Nieuwegracht 61                                                             |            |
| 1959 of eerder geplaatst | De Gaper (verwijzing naar de Onderlinge Pharmaceutische Groothandel die hier gevestigd was) | Kees Groeneveld                                                              | Nieuwegracht 63                                                             |            |
| 1966 of eerder vervaardigd | St. Catharina | Kees van der Woude, ontwerp Jeanot Bürgi                                     | Nieuwegracht 65, circa                                                      |            |
| 1966 of eerder vervaardigd | St. Catharina | Kees van der Woude, ontwerp Jeanot Bürgi                                     | Nieuwegracht 67                                                             |            |
| 1964 of eerder vervaardigd | Sint Quintijn | Jeanot Bürgi                                                                 | Nieuwegracht 73                                                             |            |
| 1982 | De Dag | Anton Geerlings                                                              | Nieuwegracht 74                                                             |            |
| 1979 of eerder vervaardigd | Musicerende Kinderen | Anton Geerlings                                                              | Nieuwegracht 79                                                             |            |
| 1979 of eerder vervaardigd | Het Paradijs | Anton Geerlings                                                              | Nieuwegracht 83                                                             |            |
| 1982 | De Nacht | Anton Geerlings                                                              | Nieuwegracht 84                                                             |            |
| 1982 of eerder vervaardigd | Sion | Anton Geerlings                                                              | Nieuwegracht 87                                                             |            |
| 1964 of eerder vervaardigd | De Draak van St. Servaas (verwijzing naar de verdwenen Sint-Servaasabdij in deze omgeving) | Jeanot Bürgi                                                                 | Nieuwegracht 92                                                             |            |
| 1964 of eerder vervaardigd | De sleutel van St. Servaas (verwijzing naar de verdwenen Sint-Servaasabdij in deze omgeving) | Jeanot Bürgi                                                                 | Nieuwegracht 92                                                             |            |
| 1964 of eerder vervaardigd | Drie broden (een verwijzing naar het voormalige nabijgelegen St. Maria Magdalenaklooster) | Jeanot Bürgi                                                                 | Nieuwegracht 92                                                             |            |
| 1965± | De Balsumpot (een verwijzing naar het voormalige nabijgelegen St. Maria Magdalenaklooster) | Jeanot Bürgi                                                                 | Nieuwegracht 94                                                             |            |
| 1984± | Sint Servatius | Anton Geerlings                                                              | Nieuwegracht 98                                                             |            |
| 1967± | St. Servaes | Kees van der Woude, ontwerp Jeanot Bürgi                                     | Nieuwegracht 98                                                             |            |
| 1964 of eerder geplaatst, anno 2012 verdwenen (wellicht al voor 2010)                                                            | ABC (verwijzing naar de nabijgelegen A.B.C.-straat) | Jeanot Bürgi                                                                 | Nieuwegracht 100 circa, bij Magdalenabrug, A.B.C.-straat en/of Eligenstraat |            |
| 1979 of eerder geplaatst | St. Magdalena | Jeanot Bürgi                                                                 | Nieuwegracht 123                                                            |            |
| 1978 | Aiolus | Anton Geerlings                                                              | Nieuwegracht 125a                                                           |            |
| 1978 | De Vuurvogel | Anton Geerlings                                                              | Nieuwegracht 133                                                            |            |
| 1977 | De Sirenen | Jeanot Bürgi                                                                 | Nieuwegracht 137/141                                                        |            |
| 1981 | Koning Midas (met Apollo (l) en Pan (r)) | Kees van der Woude, ontwerp Jeanot Bürgi                                     | Nieuwegracht 141                                                            |            |
| 1981 | Diogenes | Jeanot Bürgi                                                                 | Nieuwegracht 147                                                            |            |
| 1981 | Diana | Anton Geerlings                                                              | Nieuwegracht 155                                                            |            |
| 1961 | Keizerskroon of Lanscroon | Jo Esenkbrink                                                                | Nieuwegracht 165                                                            |            |
| 1964 geplaatst | bladmotief (verwijzing naar nabijgelegen hortus botanicus) | Jeanot Bürgi                                                                 | Nieuwegracht 183                                                            |            |
| 1964 | bladmotief (verwijzing naar nabijgelegen hortus botanicus) | Jeanot Bürgi                                                                 | Nieuwegracht 185                                                            |            |
| 1964 of eerder vervaardigd | bladmotief (verwijzing naar nabijgelegen hortus botanicus) | Jeanot Bürgi                                                                 | Nieuwegracht 187                                                            |            |
| 1964 of eerder vervaardigd | St. Agnes | Jeanot Bürgi                                                                 | Nieuwegracht 191                                                            |            |
| 1964 of eerder vervaardigd | St. Agnes | Jeanot Bürgi                                                                 | Nieuwegracht 193                                                            |            |
| 1971± | St. Anna te Drieën | Jeanot Bürgi                                                                 | Nieuwegracht 197                                                            |            |
| 1961 of eerder geplaatst | Veemarkt (verwijzing naar vroegere markten in dit gebied) | Giuseppe Roverso, ontwerp Kees Groeneveld                                    | Oudegracht 5                                                                |            |
| 1964 of eerder vervaardigd, 1968 geplaatst                                                                                       | Paardenmarkt (verwijzing naar hengstenkeuringen op het Paardenveld en Vredenburg) | Jo Esenkbrink, ontwerp Giuseppe Roverso                                      | Oudegracht 6                                                                |            |
| 1968 | Den Ancker | Jeanot Bürgi                                                                 | Oudegracht 12                                                               |            |
| 1972, circa | De Moriaan | Jeanot Bürgi                                                                 | Oudegracht 18                                                               |            |
| 1982, circa | De Drie Ruiters | Jeanot Bürgi                                                                 | Oudegracht 20                                                               |            |
| 1966 | Zon en Maan | Jeanot Bürgi                                                                 | Oudegracht 21                                                               |            |
| 1964 geplaatst | De Craen (verwijzing naar huisnamen nr.17 en 19) | Jeanot Bürgi                                                                 | Oudegracht 25                                                               |            |
| 1968 | Hoornsche Melkmeisjes | Jeanot Bürgi                                                                 | Oudegracht 26                                                               |            |
| 1964 of eerder vervaardigd | De Swaen (een huis op nr.23 had deze naam) | Jeanot Bürgi                                                                 | Oudegracht 27                                                               |            |
| 1994 | De Drie Hopzakken | Jos van Vreeswijk                                                            | Oudegracht 30                                                               |            |
| 1965 of eerder vervaardigd | De Korenmarkt | Jo Esenkbrink                                                                | Oudegracht 31                                                               |            |
| 1970 of eerder vervaardigd | Vrede van Munster | Jeanot Bürgi                                                                 | Oudegracht 33                                                               |            |
| 1965 | Het Fortuyn (een huis op nr.38 had deze naam) | Jeanot Bürgi                                                                 | Oudegracht 34                                                               |            |
| 1982 of eerder geplaatst | Hij scheert den Gek | Jeanot Bürgi                                                                 | Oudegracht 37                                                               |            |
| 1978 of eerder vervaardigd, 1980 geplaatst                                                                                       | Stormramp van 1674 | Joop Wouters                                                                 | Oudegracht 41                                                               |            |
| 1965 | De Vergulde ster (huisnaam nr. 42) | Jeanot Bürgi                                                                 | Oudegracht 42                                                               |            |
| 1976 geplaatst | De Oude Bok | Jeanot Bürgi                                                                 | Oudegracht 47                                                               |            |
| 1965 geplaatst | De Raaf en de Vos | Jeanot Bürgi                                                                 | Oudegracht 48                                                               |            |
| 1965 | De Witte Vosch (huisnaam nr.46) | Jeanot Bürgi                                                                 | Oudegracht 48                                                               |            |
| 1982 | De Schelp | Giuseppe Roverso                                                             | Oudegracht, Jacobskerkhof 2                                                 |            |
| 1992 of later geplaatst | Commedia dell Arte |                                                                              | Oudegracht 53                                                               |            |
| 1965 | Simson | Jeanot Bürgi                                                                 | Oudegracht 56                                                               |            |
| 1965 | Brouwerij de Wereld (verwijzing naar de voormalige brouwerij in stadskasteel Kranestein) | Jeanot Bürgi                                                                 | Oudegracht 57                                                               |            |
| 1962 vervaardigd, 1964 of eerder geplaatst                                                                                       | De Kalverendans (verwijzing naar oude huisnaam nr.60) | Jo Esenkbrink                                                                | Oudegracht 62                                                               |            |
| 1966 of eerder vervaardigd, in 1972 geplaatst                                                                                    | De Roode Leeuw (verwijzing naar een huisnaam van Oudegracht 63) | Jeanot Bürgi                                                                 | Oudegracht 65                                                               |            |
| 1963 vervaardigd | De Pauw (een huis op nr.64 voerde deze naam) | Jeanot Bürgi                                                                 | Oudegracht 66/68                                                            |            |
| 1972 geplaatst | Kerkbouw | Kees van der Woude, ontwerp Jeanot Bürgi                                     | Oudegracht 69/ nabij Sint-Augustinuskerk                                    |            |
| 1972 geplaatst | De Eenhoorn | Jeanot Bürgi                                                                 | Oudegracht 71                                                               |            |
| 1964 of eerder vervaardigd, 1976 geplaatst(?)                                                                                    | De Seven Toorns (verwijzing naar huis op nummer 70) | Jeanot Bürgi                                                                 | Oudegracht 72                                                               |            |
| 1971 of eerder vervaardigd | De Lanscroon (pand op deze locatie had deze naam) | Jeanot Bürgi                                                                 | Oudegracht 73                                                               |            |
| 1976 of eerder geplaatst | De Eenhoorn | Jeanot Bürgi                                                                 | Oudegracht 77                                                               |            |
| 1976 geplaatst, 1974 of eerder vervaardigd                                                                                       | De Landman | Jeanot Bürgi                                                                 | Oudegracht 78                                                               |            |
| 1969 geplaatst | De Swarte Osch (een huis tegenover het Grote Vleeshuis kende deze naam) | Jeanot Bürgi                                                                 | Oudegracht 82                                                               |            |
| 1965 geplaatst | Het Vinkennest (ooit een huisnaam van nr. 83) | Jeanot Bürgi                                                                 | Oudegracht 83, Viebrug                                                      |            |
| 1972, circa | Diana met Hert (verwijzing naar het hier gelegen stadskasteel Ten Hert?) | Jeanot Bürgi                                                                 | Oudegracht 86                                                               |            |
| 1974 geplaatst | De Pauwen (het huis op nr.90 had een pauwennaam) | Jeanot Bürgi                                                                 | Oudegracht 92                                                               |            |
| 1959 of eerder geplaatst | Het wapen van Taets en Houdaen (verwijzing naar bezitters van nabijgelegen huis Oudaen) | Kees Groeneveld                                                              | Oudegracht 95                                                               |            |
| 1959 of eerder geplaatst | Het wapen van de Zoudenbalch en Lockhorst | Kees Groeneveld                                                              | Oudegracht 95                                                               |            |
| 1993 | De Drie Gulden Ruyten | Dirk van de Velde                                                            | Oudegracht 95                                                               |            |
| 1964 of eerder geplaatst | Koning David (verwijzing naar oude naam van het huis op nr.122) | Jeanot Bürgi                                                                 | Oudegracht 105                                                              |            |
| 1974-1975 geplaatst | De Kuipers | Giuseppe Roverso                                                             | Oudegracht 106                                                              |            |
| 1964 geplaatst | Ridder Frese (verband hebbend met stadskasteel Fresenburch) | Jeanot Bürgi                                                                 | Oudegracht 107                                                              |            |
| 1960 of eerder geplaatst | Kintgenshaven (verwijzing naar nabijgelegen straat met pand op de hoek dat deze huisnaam had) | Jo Esenkbrink, ontwerp Giuseppe Roverso                                      | Oudegracht 108                                                              |            |
| 1975 of later geplaatst | Oude Viebrug |                                                                              | Oudegracht 108                                                              |            |
| 1959 of eerder vervaardigd | De Muntslagers (verwijzing naar hiergelegen oude munthuis) | Kees Groeneveld                                                              | Oudegracht 108                                                              |            |
| 1959 geplaatst | St.-Caecilia (verwijzing naar verdwenen nabijgelegen Ceciliaconvent) | Kees Groeneveld                                                              | Oudegracht 112                                                              |            |
| 1965 geplaatst | Groot Fresenburg | Jeanot Bürgi                                                                 | Oudegracht 113                                                              |            |
| 1965 geplaatst | Het Engelse Koningswapen (verwijzing naar de Engelse koning George II die in Fresenburg logeerde) | Jeanot Bürgi                                                                 | Oudegracht 113                                                              |            |
| 1971 of eerder vervaardigd | Drakenburgh | Jeanot Bürgi                                                                 | Oudegracht 114, nabij stadskasteel Drakenburg                               |            |
| 1964 of eerder geplaatst | Drakenburgh | Jo Esenkbrink                                                                | Oudegracht 118, nabij stadskasteel Drakenburg                               |            |
| 1964 of eerder vervaardigd | Het Paradijs (verwijzing oude huisnaam nr.117) | Jeanot Bürgi                                                                 | Oudegracht 119                                                              |            |
| 1970 geplaatst | De Keizer | Jeanot Bürgi                                                                 | Oudegracht 120                                                              |            |
| 1971, circa | Groot Blanckenburch (geplaatst bij stadskasteel Blankenburg). | Jeanot Bürgi                                                                 | Oudegracht 121                                                              |            |
| 1961 geplaatst | De Schutterij | Jo Esenkbrink                                                                | Oudegracht 124                                                              |            |
| 1973 geplaatst | Willem Stooker (sleutelfiguur in dit kunstproject) | Jeanot Bürgi                                                                 | Oudegracht 130                                                              |            |
| 1969 | De Blauwe Haan (een huis op nr. 136 voerde deze naam) | Jeanot Bürgi                                                                 | Oudegracht 132                                                              |            |
| 1959 of eerder geplaatst | Bakker en deegtrapper | Kees Groeneveld                                                              | Oudegracht 135/bij de Bakkerbrug                                            |            |
| 1966 geplaatst | Den Ackerman | Jeanot Bürgi                                                                 | Oudegracht 136                                                              |            |
| 1985 of eerder vervaardigd | Neptunus | Jeanot Bürgi                                                                 | Oudegracht 136                                                              |            |
| 1965 of eerder vervaardigd | De maagdenroof (verwijzing naar een oud Utrechts verhaal omtrent een schaking van een meisje door een Spaanse soldaat in de 16e eeuw)                                                                                             | Jo Esenkbrink                                                                | Oudegracht 139                                                              |            |
| 1959 of eerder geplaatst | De verspieders (De Druivendragers) | Kees Groeneveld                                                              | Oudegracht 144                                                              |            |
| 1969 geplaatst | Den Indiaen | Jeanot Bürgi                                                                 | Oudegracht 147                                                              |            |
| 1964 of eerder geplaatst | De Druivenpers | Kees Groeneveld                                                              | Oudegracht 150                                                              |            |
| 1959 of eerder geplaatst | Heks op de bezem (verwijzing naar heksenprocessen in Utrecht) | Kees Groeneveld                                                              | Oudegracht 151/ nabij Bezembrug                                             |            |
| 1959 of eerder geplaatst | De Bezembinders (verwijzing naar bezemmakers/-verkopers vroeger rond deze locatie) | Kees Groeneveld                                                              | Oudegracht 152/ nabij Bezembrug                                             |            |
| 1971 of eerder geplaatst | De Baanvegers (verwijzing naar bezemmakers/-verkopers vroeger rond deze locatie) | Kees Groeneveld                                                              | Oudegracht 156/ nabij Bezembrug                                             |            |
| 1959 of eerder geplaatst | De Hofbeer | Kees Groeneveld                                                              | Oudegracht/ Stadhuisbrug                                                    |            |
| 1964, circa | Sint Barbara (verwijzing naar het voormalige nabijgelegen Barbara en Laurensgasthuis) | Jeanot Bürgi                                                                 | Oudegracht/ Stadhuisbrug                                                    |            |
| 1979 geplaatst | Unie van Utrecht | Jeanot Bürgi                                                                 | Oudegracht 158                                                              |            |
| 1957 of eerder vervaardigd | Kar met bezembinder (verwijzing naar bezemmakers/-verkopers vroeger rond deze locatie) | Kees Groeneveld                                                              | Oudegracht 159/ nabij Bezembrug                                             |            |
| 1964 of 1965 geplaatst | De Vier Heemskinderen (verwijzing naar huisnaam nr. 154) | Jeanot Bürgi                                                                 | Oudegracht 158                                                              |            |
| 1953 vervaardigd | Wapen van Utrecht (geplaatst nabij het Utrechtse stadhuis, tevens de eerste vervaardigde console in dit project) | Kees Groeneveld                                                              | Oudegracht 165                                                              |            |
| 1965 geplaatst | De Landman | Jo Esenkbrink                                                                | Oudegracht 166, 't Wed                                                      |            |
| 1966 geplaatst | Vruechdenbergh | Jeanot Bürgi                                                                 | Oudegracht 166                                                              |            |
| 1965 geplaatst | De Boerendans | Jo Esenkbrink                                                                | Oudegracht 170                                                              |            |
| 1964 of eerder vervaardigd, 1968 geplaatst                                                                                       | Het Lant van Belofte (verwijzing oude huisnaam nabijgelegen pand) | Jeanot Bürgi                                                                 | Oudegracht 175                                                              |            |
| 1962 vervaardigd, 1964 of eerder geplaatst                                                                                       | Van den Os op den Esel (verwijzing naar oude huisnaam nr.178) | Jo Esenkbrink                                                                | Oudegracht 176                                                              |            |
| 1964 of eerder vervaardigd, 1970 geplaatst                                                                                       | De Climmenden Bock (verwijzing oude huisnaam nr.179) | Jeanot Bürgi                                                                 | Oudegracht 179                                                              |            |
| 1965 geplaatst | De Bisschop in de Tuin (geplaatst ter hoogte van de voormalige boomgaard van de bisschop (zie ook Lichte en Donkere Gaard).) | Jeanot Bürgi                                                                 | Oudegracht 184                                                              |            |
| 1963 vervaardigd | De Catt (ooit een naam van het huis op nr. 181) | Jeanot Bürgi                                                                 | Oudegracht 185                                                              |            |
| 1970, circa | De Fortuin | Jeanot Bürgi                                                                 | Oudegracht 190-192                                                          |            |
| 1970, circa | Het Lam | Jeanot Bürgi                                                                 | Oudegracht 196                                                              |            |
| 1970, circa | Het Gulden Vlies | Jeanot Bürgi                                                                 | Oudegracht 204                                                              |            |
| 1999 | Wethouder Monumentenzorg (W.P.C. van Willigenburg) | Koos Boomstra                                                                | Oudegracht 205                                                              |            |
| 1964 of eerder geplaatst | De Basilisk (verwijzing naar een lokaal volksverhaal) | Kees Groeneveld                                                              | Oudegracht 209/211                                                          |            |
| 1962 vervaardigd, 1962-1963 geplaatst                                                                                            | De Pottenbakkers (verwijzing naar aardewerkbedrijf Mobach) | Jo Esenkbrink                                                                | Oudegracht 210                                                              |            |
| 1965 of eerder vervaardigd) | De Blauwe Baretten (het huis op nr.214 heette zo) | Jo Esenkbrink                                                                | Oudegracht 214                                                              |            |
| 1977 of eerder vervaardigd | De Zon | Kees Groeneveld                                                              | Oudegracht 215                                                              |            |
| 1990 of later | De wethouder monumentenzorg (Jaap H. Zwart) | Theo van de Vathorst                                                         | Oudegracht 215-217                                                          |            |
| 1982, circa | Rodenburch | Anton Geerlings                                                              | Oudegracht 218                                                              |            |
| 1968 geplaatst | Den Gulden Engel (het huis op nr.221 had deze naam) | Jeanot Bürgi                                                                 | Oudegracht 219                                                              |            |
| 1976 geplaatst | 't Gulden Calff | Jeanot Bürgi                                                                 | Oudegracht 220                                                              |            |
| 1965 geplaatst | De Swaenen (het huis op nr.223 was vernoemd naar een zwaan) | Giuseppe Roverso                                                             | Oudegracht 225                                                              |            |
| 1976 geplaatst | De Vijgeton | Jeanot Bürgi                                                                 | Oudegracht 226                                                              |            |
| 1977 of eerder vervaardigd | De man met de raven | Jeanot Bürgi                                                                 | Oudegracht 229                                                              |            |
| 1981 geplaatst | De Zeemeermin | Jeanot Bürgi                                                                 | Oudegracht 230                                                              |            |
| 1982 of eerder vervaardigd | Den Engel | Jeanot Bürgi                                                                 | Oudegracht 234                                                              |            |
| 1981 geplaatst | De Gecroonde Cnoop | Jeanot Bürgi                                                                 | Oudegracht 234                                                              |            |
| 1975, circa | De Meermin | Jeanot Bürgi                                                                 | Oudegracht 238/240                                                          |            |
| 1965 of eerder vervaardigd, 1967 geplaatst                                                                                       | De Witte Roos (verwijzing naar een naam van een huis op Oudegracht 233) | Jeanot Bürgi                                                                 | Oudegracht 241                                                              |            |
| 1980 geplaatst | Het Weeshuis (geplaatst bij het voormalige weeshuis) | Jeanot Bürgi                                                                 | Oudegracht 247                                                              |            |
| 1966 geplaatst | De Witte Lelie (het huis op nr. 249 heette ooit zo) | Jo Esenkbrink                                                                | Oudegracht 251                                                              |            |
| 1964 of eerder vervaardigd | De Engel (het huis op nr.250 heette Den Engel) | Jeanot Bürgi                                                                 | Oudegracht 252                                                              |            |
| 1980, circa | Den Engel (het huis op nr.250 heette Den Engel) | Jeanot Bürgi                                                                 | Oudegracht 256                                                              |            |
| 1961 geplaatst | De Arend (verwijzing naar huis Den Gulden Arent bij de Stadhuisbrug) | Jo Esenkbrink                                                                | Oudegracht 258                                                              |            |
| 1974, geplaatst voor | De Snoek | Paulus Reinhard                                                              | Oudegracht 261/263                                                          |            |
| 1964 of eerder vervaardigd, 1969 geplaatst                                                                                       | De kroning van Paus Adriaan (verwijzing naar geboortelocatie paus Adriaan) | Kees Groeneveld                                                              | Oudegracht 265                                                              |            |
| 1971 geplaatst | De Kikker | Paulus Reinhard                                                              | Oudegracht 267                                                              |            |
| 1964 geplaatst | De Bock (naam van huis op nr.266) | Jeanot Bürgi                                                                 | Oudegracht 268/270                                                          |            |
| 1964 of eerder vervaardigd, 1965 geplaatst                                                                                       | De Eykel (naam van huis op nr.271) | Jeanot Bürgi                                                                 | Oudegracht 271/273                                                          |            |
| 1964 geplaatst | De Witte Leeuw (het huis op nr. 270 had een naam met een leeuw) | Jo Esenkbrink                                                                | Oudegracht 272                                                              |            |
| 1965 geplaatst | De Gulde Bijl | Jeanot Bürgi                                                                 | Oudegracht 277                                                              |            |
| 1965 geplaatst | De Drie Dorstige Harten (verwijzing naar de herberg onder deze naam bij de Dorstige Hartsteeg.) | Giuseppe Roverso, ontwerp Kees Groeneveld                                    | Oudegracht 278                                                              |            |
| 1965, vervaardigd circa | Het Rooster (verwijzing naar de marteldood van Laurentius van Rome; De Rooster is tevens een huisnaam verbonden aan het bovenliggende pand)                                                                                       | Jeanot Bürgi                                                                 | Oudegracht 279                                                              |            |
| 1965 geplaatst | De Kleine Waag (verwijzing naar voormalige huisnaam Oudegracht 287) | Jeanot Bürgi                                                                 | Oudegracht 281                                                              |            |
| 1967 geplaatst | De Roode Beer (verwijzing naar een berenjacht) | Jeanot Bürgi                                                                 | Oudegracht 284                                                              |            |
| 1972 of eerder vervaardigd | De Stormhoed | Jeanot Bürgi                                                                 | Oudegracht 287                                                              |            |
| 1959, vervaardigd circa | Heul-Heul (verwijzing naar jonge boerengeliefden die op zondag met sjees over elke Utrechtse brug reden waarbij deze uitdrukking werd gebruikt en ze elkaar kusten; wegens het onstichtelijke karakter werd het gebruik verboden) | Kees Groeneveld                                                              | Oudegracht 290                                                              |            |
| 1967 geplaatst | De Witte Lely (verwijzing naar voormalige huisnaam Oudegracht 296) | Jeanot Bürgi                                                                 | Oudegracht 294                                                              |            |
| 1963 vervaardigd, 1965 geplaatst                                                                                                 | 't Schuytgen (ooit een naam voor het huis op nr. 297) | Jeanot Bürgi                                                                 | Oudegracht 295                                                              |            |
| 1976 of eerder (was in eerste instantie aangebracht ter hoogte van Oudegracht nr. 77, vanaf 2010 in ieder geval op huidige plek) | Hermes & Pegasus | Jeanot Bürgi                                                                 | Oudegracht 300                                                              |            |
| 1967 geplaatst | Leeuwenbergh (geplaatst bij stadskasteel Leeuwenberg) | Kees van der Woude, ontwerp Jeanot Bürgi                                     | Oudegracht 303                                                              |            |
| 1999 onthuld | Olivier van Noort | Koos Boomstra                                                                | Oudegracht 308                                                              |            |
| 1959 of eerder geplaatst | Sint Eloy (verwijzing naar het Utrechtse smedengilde, dat in deze omgeving actief was) | Kees Groeneveld                                                              | Oudegracht 309                                                              |            |
| 1993 | De Vergulde Koffiebaal | Dirk van de Velde                                                            | Oudegracht 312                                                              |            |
| 1964 of eerder geplaatst | De Hoop (naam van huis op nr.309) | Jeanot Bürgi                                                                 | Oudegracht 313                                                              |            |
| 1977, uiterlijk geplaatst | De Zon | Jo Esenkbrink                                                                | Oudegracht 316                                                              |            |
| 1967 geplaatst | De Drie Regenbogen | Joop Wouters (deels) ontwerp Jeanot Bürgi                                    | Oudegracht 317                                                              |            |
| 1959 of eerder geplaatst | St. Geertruy (de nabijgelegen Geertekerk en Geertebrug zijn daarnaar vernoemd) | Kees Groeneveld                                                              | Oudegracht 321                                                              |            |
| 1982 of eerder geplaatst | Job | Jeanot Bürgi                                                                 | Oudegracht 323/ Geertebrug                                                  |            |
| 2009 onthuld | Burgemeester Annie Brouwer-Korf | Koos Boomstra                                                                | Oudegracht 328                                                              |            |
| 1982 of eerder geplaatst | Wie de schoen past, trekke hem aan | Jeanot Bürgi                                                                 | Oudegracht 331                                                              |            |
| 1967 of eerder geplaatst | De ster | Jo Esenkbrink                                                                | Oudegracht 333                                                              |            |
| | De witte eenhoorn | Marie-José Wessels                                                           | Oudegracht 338                                                              |            |
| 1982 of eerder geplaatst | Hoog van de toren blazen | Jo Esenkbrink                                                                | Oudegracht 339                                                              |            |
| 1968 of eerder vervaardigd | St. Maarten (beschermheilige van de stad) | Kees Groeneveld                                                              | Oudegracht 343                                                              |            |
| 1975 geplaatst | De Roode Hont (verwijzing naar voormalige huisnaam Oudegracht 350) | Jeanot Bürgi                                                                 | Oudegracht 350                                                              |            |
| 1962 of 1963 vervaardigd | De Oude Keyser (verwijzing naar voormalige huisnaam Oudegracht 341) | Jeanot Bürgi                                                                 | Oudegracht 351                                                              |            |
| 1975 geplaatst | Het Wapen van Leijden | Jeanot Bürgi                                                                 | Oudegracht 354                                                              |            |
| 1970 of eerder vervaardigd | De Wintmolen | Kees van der Woude, ontwerp Jeanot Bürgi                                     | Oudegracht 355                                                              |            |
| 1964 of eerder vervaardigd | De Doodkist of De drie Zeisen of De benauwde Wereld (verwijzing naar huisnamen) | Jeanot Bürgi                                                                 | Oudegracht 357                                                              |            |
| 1959 of eerder geplaatst | De Steenwerpers | Kees Groeneveld                                                              | Oudegracht 362/ nabij De Gesloten Steen                                     |            |
| 1964 of eerder vervaardigd | Den Blauwen Engel (het huis op nr. 365-367 heette zo) | Jeanot Bürgi                                                                 | Oudegracht 365                                                              |            |
| 1966 geplaatst, voorstudie omstreeks 1963                                                                                        | De Kikkerspuwer | Jo Esenkbrink                                                                | Oudegracht 364 (oorspr. 358)                                                |            |
| 1965 of eerder geplaatst | 't Vergulde Rad van Avontuur (verwijzing naar huisnaam nr.364) | Jo Esenkbrink                                                                | Oudegracht 364                                                              |            |
| 1974 geplaatst | De Blauwe Ster (het huis aan de Oudegracht 360 droeg ooit deze naam) | Jeanot Bürgi                                                                 | Oudegracht 368                                                              |            |
| 1967 of eerder vervaardigd | De Vette Hond | Jeanot Bürgi                                                                 | Oudegracht 372                                                              |            |
| 1981 of eerder vervaardigd | Het slachten van de Kip met de gouden Eieren | Anton Geerlings                                                              | Oudegracht 377                                                              |            |
| 1966 geplaatst | Ruiten | Cees Meeuwse                                                                 | Oudegracht 378                                                              |            |
| | |                                                                              | Oudegracht 378                                                              |            |
| 1965 geplaatst | De Vergulde Olyfant | Giuseppe Roverso                                                             | Oudegracht 382                                                              |            |
| 1979 of eerder vervaardigd | Hij heeft een lepel in de pap | Jeanot Bürgi                                                                 | Oudegracht 385                                                              |            |
| 1977 of eerder vervaardigd | Hij lapt het aan zijn Laars | Jeanot Bürgi                                                                 | Oudegracht 387                                                              |            |
| 1977 of eerder vervaardigd | Hij zet de Bloemetjes Buiten | Jeanot Bürgi                                                                 | Oudegracht 395                                                              |            |
| 1977 of eerder vervaardigd | Hij Roeit met de Riem die hij Heeft | Jeanot Bürgi                                                                 | Oudegracht 399                                                              |            |
| 1976 geplaatst | Stadsnar | Paulus Reinhard                                                              | Oudegracht 401                                                              |            |
| 1977 of eerder vervaardigd | Deze bindt de Kat de Bel Om | Jeanot Bürgi                                                                 | Oudegracht 403                                                              |            |
| 1964 of eerder vervaardigd | De Hoendervorst | Jeanot Bürgi                                                                 | Oudegracht 407 A                                                            |            |
| 1964 of eerder vervaardigd | Den Paltsgraeff van den Rijn (verwijzing naar de huisnaam van Oudegracht 407) | Jo Esenkbrink                                                                | Oudegracht 411                                                              |            |
| 1977 of eerder vervaardigd | Achter het Net Vissen | Jeanot Bürgi                                                                 | Oudegracht 413                                                              |            |
| 1977 of eerder vervaardigd | Dat slaat als een tang op een Varken | Jeanot Bürgi                                                                 | Oudegracht 419                                                              |            |
| 1985 of eerder geplaatst | De Priktol | Paulus Reinhard                                                              | Oudegracht 423                                                              |            |
| 1976 geplaatst | De Lamme helpt de Blinde | Jeanot Bürgi                                                                 | Oudegracht 425                                                              |            |
| 1975 of eerder geplaatst | Het kind met het badwater weggooien | Jeanot Bürgi                                                                 | Oudegracht 427                                                              |            |
| 1974, circa | Bijlhouwers | Jeanot Bürgi                                                                 | Plompetorengracht 1                                                         |            |
| 1974, circa | Wolspinners | Jeanot Bürgi                                                                 | Plompetorengracht 2                                                         |            |
| 1974, circa | De Smeden | Jeanot Bürgi                                                                 | Plompetorengracht 3                                                         |            |
| 1974, circa | Steenbikkers | Jeanot Bürgi                                                                 | Plompetorengracht 3                                                         |            |
| 1975 | De Wolkammers | Jeanot Bürgi                                                                 | Plompetorengracht 6                                                         |            |
| 1974 | De Louwers | Jeanot Bürgi                                                                 | Plompetorengracht 7                                                         |            |
| 1974 | De Apothekers | Jeanot Bürgi                                                                 | Plompetorengracht 8                                                         |            |
| 1974 | De Corduaniers | Jeanot Bürgi                                                                 | Plompetorengracht 9                                                         |            |
| 1974 | De Snijders | Jeanot Bürgi                                                                 | Plompetorengracht 9                                                         |            |
| 1974 | De Kuipers | Jeanot Bürgi                                                                 | Plompetorengracht 10                                                        |            |
| 1974 | Marslieden | Jeanot Bürgi                                                                 | Plompetorengracht 11                                                        |            |
| 1971 | Van Speeldoos tot Pierement | Jeanot Bürgi                                                                 | Plompetorengracht 12                                                        |            |
| 1975 | De Wantsnijders | Jeanot Bürgi                                                                 | Plompetorengracht 13                                                        |            |
| 1975 | De Goudsmeden | Jeanot Bürgi                                                                 | Plompetorengracht 14                                                        |            |
| 1974 | De Zakkendragers | Jeanot Bürgi                                                                 | Plompetorengracht 15a                                                       |            |
| 1975 | De Tinnegieters | Jeanot Bürgi                                                                 | Plompetorengracht 16                                                        |            |
| 1965 | De Antycksnijders | Jeanot Bürgi                                                                 | Plompetorengracht 18                                                        |            |
| 1974 | De Molenaars | Jeanot Bürgi                                                                 | Plompetorengracht 19                                                        |            |
| 1974 | De Boterlieden | Jeanot Bürgi                                                                 | Plompetorengracht 19/21                                                     |            |
| 1975 | De Boekdrukkers | Jeanot Bürgi                                                                 | Plompetorengracht 20                                                        |            |
| 1975 | Tabaksverkopers | Jeanot Bürgi                                                                 | Plompetorengracht 20a                                                       |            |
| 1975 | De Visverkopers | Jeanot Bürgi                                                                 | Plompetorengracht 23                                                        |            |
| 1975 | De Tappers | Jeanot Bürgi                                                                 | Plompetorengracht 24                                                        |            |
| 1975 | De Schippers | Jeanot Bürgi                                                                 | Plompetorengracht 26, bij voordeur                                          |            |
| 1982 of eerder geplaatst | Ster | Dienst Openbare Werken                                                       | Plompetorengracht 26, bij Plompetorenbrug                                   |            |
| 1974 | De Brouwers | Jeanot Bürgi                                                                 | Plompetorengracht 27                                                        |            |
| 1974, circa | De Bakkers | Jeanot Bürgi                                                                 | Plompetorengracht, Driftbrug                                                |            |
| 1974, circa | De Chirurgijns | Jeanot Bürgi                                                                 | Plompetorengracht, Driftbrug                                                |            |
| 1981, circa | De Roos | Jeanot Bürgi                                                                 | Vismarkt 2, Stadhuisbrug                                                    |            |
| 1957 of eerder vervaardigd | De Vis (verwijzing naar de vroegere handel in vis op deze locatie) | Kees Groeneveld                                                              | Vismarkt 4                                                                  |            |
| 1957 of eerder vervaardigd | Vismarkt (verwijzing naar de vroegere handel in vis op deze locatie) | Kees Groeneveld                                                              | Vismarkt 8                                                                  |            |
| 1958 of eerder geplaatst | De Visafslag (verwijzing naar de vroegere handel in vis op deze locatie) | Kees Groeneveld                                                              | Vismarkt 21                                                                 |            |
| 1959 of eerder geplaatst | St. Maartensviering | Kees Groeneveld                                                              | Vismarkt 23                                                                 |            |
| 1957 of eerder vervaardigd, 1957-1958 geplaatst                                                                                  | Suster Bertken | Kees Groeneveld                                                              | Vismarkt, Maartensbrug, bij Choorstraat                                     |            |
| 2013 | Willem Alexander | Amiran Djanashvili & Dick Aerts                                              | Zoutmarkt 38                                                                |            |
| 2015 | Maria van Pallaes | Cissy van der Wel                                                            | Nieuwegracht 205                                                            |            |
| 2023 | Anna Maria van Schurman | Laura Kok                                                                    | Nieuwegracht 80                                                             |            |